# Patrick Makau Musyoki
Patrick Makau Musyoki (ook wel Patrick Makau of Patrick Musyoki; 2 maart 1985) is een Keniaanse langeafstandsloper, die gespecialiseerd is in de halve marathon. Hij liep deze afstand in zijn sportcarrière meerdere malen binnen het uur. Met zijn persoonlijk record van 58.52 is hij de veertiende snelste loper ter wereld (peildatum december 2018). Daarnaast was Makau van 2011 tot 2016 wereldrecordhouder op de 30 km en van 2011 tot 2013 op de marathon.

## Loopbaan
In 2006 kreeg Makau internationale bekendheid door het winnen van de 25 km van Berlijn in 1:14.08. Op 1 april 2007 won hij de halve marathon van Berlijn in een PR van 58.56.
Op 6 mei 2007 won hij wederom de 25 km van Berlijn in 1:14.23, maar kon hij wegens de hitte geen wereldrecord lopen. In 15 maart 2008 nam hij deel aan de City-Pier-City Loop in Den Haag. Omdat de winnaar van vorige jaar en tevens wereldrecordhouder Wanjiru met koorts in bed lag, kreeg Makau de favorietenrol toebedeeld. Hij maakte de verwachtingen waar, versloeg in de finale zijn landgenoten Maregu en Ndiso en won de wedstrijd in 1:00.08. Enkele weken later was hij opnieuw de snelste op de halve marathon van Berlijn, die hij dit keer won in precies 1 uur. In 2009 won hij de halve marathon van Ras al-Khaimah in de op dat moment een na beste tijd ooit van 58.52.
Op 11 april 2010 won Patrick Makau Musyoki de marathon van Rotterdam. Ondanks vrij kille omstandigheden en een af en toe ongunstige wind wist hij een tijd van 2:04.48 te realiseren. Hiermee bleef hij weliswaar 21 seconden verwijderd van het in 2009 door Duncan Kibet gevestigde parcoursrecord, maar werd hij desondanks met deze prestatie de op dat moment drie na snelste loper ooit op deze afstand.
Op 25 september 2011 won Makau de marathon van Berlijn in 2:03.38, waarmee hij het fameuze wereldrecord van Haile Gebrselassie van 2:03.59, drie jaar eerder gelopen in dezelfde race, met 21 seconden verbeterde. Tevens verbeterde hij onderweg het record van Gebrselassie op de 30 km. In het jaar erop zegevierde hij bij de marathon van Frankfurt. In 2013 liep hij bij de marathon van Londen geen goede tijd wegens ziekte. Het jaar erop liet hij zien wel in vorm te zijn met het winnen van de marathon van Fukuoka.
Vanaf 2017 heeft Makau geen (internationale) wedstrijden meer gelopen.

## Persoonlijke records
Baan
| Onderdeel | Prestatie | Datum       | Plaats          |
| --------- | --------- | ----------- | --------------- |
| 3000 m    | 7.54,50   | 13 mei 2007 | Pliezhausen     |
| 5000 m    | 13.42,84  | 13 mei 2006 | Mariánské Lázně |
| 10.000 m  | 29.31,5   | 14 mei 2013 | Nairobi         |

Weg
| Onderdeel      | Prestatie       | Datum             | Plaats         |
| -------------- | --------------- | ----------------- | -------------- |
| 10 km          | 27.27           | 1 april 2007      | Berlijn        |
| 15 km          | 41.30           | 20 februari 2009  | Ras al-Khaimah |
| 10 Eng. mijl   | 45.41           | 2 september 2012  | Tilburg        |
| 20 km          | 56.13           | 14 oktober 2007   | Udine          |
| halve marathon | 58.52           | 20 februari 2009  | Ras al-Khaimah |
| 25 km          | 1:13.18         | 25 september 2011 | Berlijn        |
| 30 km          | 1:27.38 (ex-WR) | 25 september 2011 | Berlijn        |
| marathon       | 2:03.38 (ex-WR) | 25 september 2011 | Berlijn        |

## Palmares

### 3000 m
- 2007:  International Meeting in Pliezhausen - 7.54,50

### 5000 m
- 2006:  Golden Czech Trophy in Marianske Lazne - 13.42,84

### 5 km
- 2006:  Horwich Carnival - 13.56

### 10 km
- 2006:  Vidovdan in Brcko - 30.33,1
- 2006:  British London Run in Londen - 29.52
- 2006:  Cardiff - 29.57
- 2006:  Admiral Swansea Bay - 28.55
- 2006:  Baxter River Ness in Inverness - 29.45
- 2007:  Standard Chartered Lahore - 28.02,2
- 2007:  Würzburger Residenzlauf - 28.15
- 2007: 5e Great Manchester Run - 28.42
- 2008:  Healthy Kidney in New York - 28.18,4
- 2009:  Healthy Kidney in New York - 28.28
- 2012: 5e Great Manchester Run - 28.21
- 2014: 4e TD Beach To Beacon in Cape Elizabeth - 27.57,0

### 15 km
- 2008:  HBA Great Australian Run in Melbourne - 43.15

### 10 Eng. mijl
- 2006: 4e Great South Run - 47.55
- 2012:  Tilburg Ten miles - 45.41

### 20 km
- 2006: 26e WK in Debrecen - 59.54

### halve marathon
- 2005:  halve marathon van Zanzibar - onbekende tijd
- 2006:  halve marathon van Tarsus - 1:02.42
- 2006:  halve marathon van Lyngby - 1:06.03
- 2006:  halve marathon van Lake Vyrnwy - 1:05.32
- 2006:  halve marathon van Bristol - 1:03.37
- 2007:  halve marathon van Ras al-Khaimah - 59.13
- 2007:  halve marathon van Berlijn - 58.56
- 2007: 4e halve marathon van Bogotá - 1:05.33
- 2007:  halve marathon van Rotterdam - 59.18,5
- 2007:  WK in Udine - 59.02
- 2008:  halve marathon van Ras al-Khaimah - 59.35
- 2008:  halve marathon van Reading - 1:01.19
- 2008:  City-Pier-City Loop - 1:00.08
- 2008:  halve marathon van Berlijn - 1:00.00
- 2008:  halve marathon van New York - 1:00.59
- 2008:  halve marathon van Rotterdam - 59.28,2
- 2008:  WK in Rio de Janeiro - 1:01.54
- 2009:  halve marathon van Ras al-Khaimah - 58.52
- 2010:  City-Pier-City Loop - 59.52
- 2012:  halve marathon van Granollers - 1:02.40
- 2013:  halve marathon van Honolulu - 1:05.28
- 2014:  halve marathon van Honolulu - 1:08.42

### 25 km
- 2006:  25 km van Berlijn - 1:14.08
- 2007:  25 km van Berlijn - 1:14.22

### marathon
- 2009: 4e marathon van Rotterdam - 2:06.14
- 2010:  marathon van Rotterdam - 2:04.48
- 2010:  marathon van Berlijn - 2:05.08
- 2011:  marathon van Londen - 2:05.45
- 2011:  marathon van Berlijn - 2:03.38
- 2012:  marathon van Frankfurt - 2:06.08
- 2013: 10e marathon van Londen - 2:14.10
- 2014:  marathon van Fukuoka - 2:08.22
- 2015:  marathon van Fukuoka - 2:08.18
- 2016:  marathon van Fukuoka - 2:08.57

### veldlopen
- 2007:  Belfast International Crosscountry - 28.35
- 2008:  Belfast International Crosscountry - 31.00